# Gonzalo Echenique
Gonzalo Óscar Echenique Saglietti (Rosario, 27 aprile 1990) è un pallanuotista argentino con cittadinanza spagnola naturalizzato italiano, attaccante del Barceloneta.

## Carriera
Cresciuto in un Paese senza particolare tradizione pallanuotistica, si trasferisce in Spagna all'età di 20 anni nel CN Montjuic. Dopo una stagione e mezza, si trasferisce al Sabadell, prima di esplodere definitivamente al Barceloneta. Con il club biancoblù conquista due titoli nazionali e una LEN Champions League. Nel luglio 2015 viene acquistato dalla Pro Recco. Dopo una sola stagione in prestito al Primorje si afferma definitivamente nel club ligure, ottenendo molti successi a livello nazionale e internazionale. Nel 2025 fa ritorno, a distanza di dieci anni, al Barceloneta.
Nel dicembre 2014, dopo cinque anni trascorsi in Spagna, ottiene la cittadinanza spagnola e quindi la possibilità di essere convocato nella nazionale iberica, con cui poter prendere parte ai Giochi Olimpici. Nel 2017 inizia a giocare con la calottina della nazionale italiana, con cui si laurea campione del mondo nel 2019.

## Palmarès

### Club

#### Trofei nazionali
- Campionato spagnolo: 2

Barceloneta: 2013-14, 2014-15
- Copa del Rey: 3

Sabadell: 2011-12
Barceloneta: 2013-14, 2014-15
- Supercopa de España: 3

Sabadell: 2012
Barceloneta: 2013, 2014
- Campionato italiano: 7

Pro Recco: 2016-17, 2017-18, 2018-19, 2021-22, 2022-23, 2023-24, 2024-25
- Coppe Italia: 7

Pro Recco: 2016-17, 2017-18, 2018-19, 2020-21, 2021-22, 2022-23, 2024-25

#### Trofei internazionali
- LEN Champions League: 4

Barceloneta: 2013-14
Pro Recco: 2020-21, 2021-22, 2022-23
- Supercoppa LEN: 4

Barceloneta: 2014
Pro Recco: 2021, 2022, 2023
- Coppe LEN: 1

Pro Recco: 2024-25

### Nazionale
- Mondiali

Gwangju 2019: 
Budapest 2022: 
Doha 2024: 
- Europei

Zagabria-Dubrovnik 2024: 
- Coppa del Mondo

Los Angeles 2023: